# Podrepka vodní
Podrepka vodní (Sminthurides aquaticus) patří k nejmenším druhům členovců, druh je řazen k chvostoskokům z čeledi podrepkovití. Druh se dokáže s ohledem na svoji velikost pohybovat na vodní hladině.

## Vzhled
Samec je menší než samice, samec má půl milimetru a samice 1 milimetr. Tělo je průhledné a zbarvení se pohybuje ve škále od bílé, přes fialovou až po zelenou. Hruď a zadeček jsou spojené. Má dvě jednoduché oči. Tykadla mají 4 články, a u samce jsou tykadla uzpůsobena k přidržování samice.

## Výskyt
Vyskytuje se ve stojatých vodách s bohatou vodní vegetací. Objevit se může i v loužích. Důležitá rostlina je pro ně okřehek menší (Lemna minor L.), podrepka vodní nejčastěji se vyskytuje v blízkosti míst, kde roste.

## Život
Podobně jako jiní chvostoskoci dokáže skákat do relativně velké vzdálenosti, až 20 centimetrů. Při skoku podrepkám pomáhají skákací vidlice na zadečku, furky. Ventrální tubus podrepkám zase pomáhá se pevně držet podkladu. Druh se živí listy okřehku menšího. Tykadla využívají při páření, kdy se samec se samicí spojí pomocí tykadel, hlavou proti sobě. Samice potom samce nosí až několik dní, obvykle však několik hodin. Pak vlezou na vodní hladinu (pod kterou se kvůli svoji velikosti nemohou potopit). Na hladinu vody vloží samec spermatofor a samici přes něj přetáhne. Samice klade vajíčka na okřehek.